# 燃料噴射裝置
燃料噴射（英語：fuel injection），又稱為燃油噴射、噴射供油，是一種內燃機所使用的燃料供應手法，利用泵直接將所需要的燃油精確地注入至引擎的汽缸內以便進行燃燒。傳統的化油器是通过气体的流动把浮箱内的燃油吸入气缸中以便燃烧。

## 历史

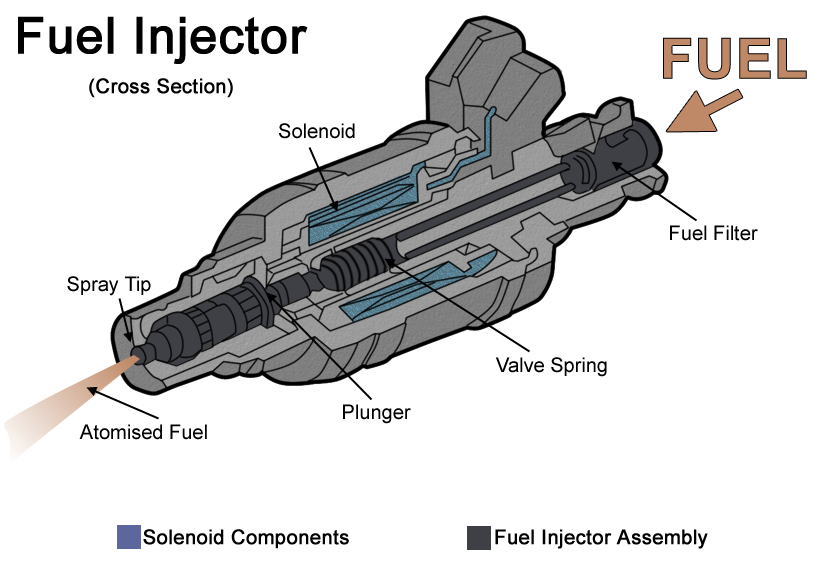
一個常見的燃油噴嘴（Fuel injector）設計之構造剖面圖

燃料噴射技術最早是在19世紀末開始發展，並在進入20世紀後開始出現在航空用發動機上。在汽車工業方面，雖然在早期偶爾可在一些高性能或特殊車種上看到燃料噴射系統的應用。1970年代美国、日本实施了汽车排放的强制法律，燃料喷射技术开始普及。到1980、1990年代時此類設計才獲得技術上的突破大幅降低成本，而被廣泛運用在量產車輛上，取代了傳統的化油器成為汽車引擎的主要燃料供應方式。由於燃料噴射系統擁有較化油器更精確的燃料噴量控制能力與更佳的油氣霧化效果，因此在針對排放廢氣與油耗的表現上都有正面的幫助，而成為現代汽車及摩托車引擎所廣泛採用的主流技術。目前，电子燃油喷射（Electrical fuel injection，EFI）已经基本取代了机械燃油喷射。

## 技术

### 传感器
电喷发动机需要精确测定很多参数，以便发动机控制单元（ECU）能调节工作状态。
- 空气流量传感器（英语：Mass airflow sensor）（mass airflow sensor，MAF）测量发动机进气（intake air）量。
- 進氣歧管绝对压力传感器（英语：MAP sensor）（manifold absolute pressure sensor，MAP）测量进气总管绝对压力。
- 节流阀位置传感器（throttle position sensor，TPS）用于判断引擎输出功率。
- 冷却剂温度传感器（coolant temperature sensor，CTS）
- 曲轴位置传感器（crankshaft position sensor,CPS)
- 氧气传感器（ oxygen sensor）测量尾气中的氧气含量，从而计算出燃料的燃耗深度，用于发动机闭环控制。

### 供油
燃油泵把燃油从油箱中抽取到供油管（fuel lines），高压泵把燃油加压到最高1800个大气压，存入燃油导轨（fuel rail）中。燃油压力调节器（fuel pressure regulator）可以调节油轨内的压力。油轨内的高压燃油通过歧管注入喷油器，最终喷入气缸燃烧室，与进气混合燃烧。

### 直喷
把燃油直接喷入燃烧室，而不是喷在進氣阀之前（汽油机的进气歧管）或者预燃室（柴油机）内，这即为直喷（direct injection）。

## 其他
在台灣，一般習稱搭載燃料噴射裝置的汽車或摩托車引擎為「噴射引擎」，用語正好與航空產業所使用的「引擎」（jet engine）之台灣譯法重名。但由於除了極為特殊的場合外jet engine鮮少使用在汽車與摩托車上，一般都可透過應用的場合不同而輕易判斷出到底是在指兩種引擎中的哪一種。